# Lorena Briceño
Lorena Briceño (ur. 19 kwietnia 1978) – argentyńska judoczka. Olimpijka z Pekinu 2008, gdzie zajęła dwudzieste miejsce w wadze półciężkiej.
Uczestniczka mistrzostw świata w 1999, 2005 i 2007. Startowała w Pucharze Świata w latach 1999, 2010 i 2011. Brązowa medalistka igrzysk panamerykańskich w 1999 i 2007; piąta w 2011. Wygrała igrzyska Ameryki Południowej w 1998 i 2010, a także zajęła trzecie miejsce w 2006. Zdobyła siedem medali mistrzostw panamerykańskich w latach 1999 – 2008. Pięciokrotna medalistka mistrzostw Ameryki Południowej.

## Letnie Igrzyska Olimpijskie 2008
| Konkurencja | Eliminacje                 | Klas. końcowa |
| Konkurencja | Przeciwnik I               | Miejsce       |
| ----------- | -------------------------- | ------------- |
| 78 kg       | Stéphanie Possamaï (FRA) P | 20.           |